# 艾許莉·羅倫絲
艾許莉·伊麗莎白·瑪麗·羅倫斯（英語：Ashley Elizabeth Marie Lawrence；1995年6月11日—）是一名加拿大職業女子足球員，司職中場和後衛，現效力法國女子甲級足球聯賽球隊里昂。

## 生平

### 國家隊生涯
2013年，羅倫斯第一次入選加拿大大國家隊，出戰永川女足邀請賽。她在對戰中國女足的比賽上第一次為大國家隊上陣。